# Vulcaniella glaseri
Vulcaniella glaseri ist ein Schmetterling (Nachtfalter) aus der Familie der Prachtfalter (Cosmopterigidae).

## Merkmale
Die Falter erreichen eine Flügelspannweite von 10 Millimeter. Kopf, Thorax und Tegulae glänzen weiß. Die Vorderflügel glänzen dunkel goldbraun. An der Flügelbasis befindet sich ein glänzender weißer Fleck. Die weißen Flecke an der Costalader sind groß und nicht mit erhabenen metallisch glänzenden Schuppen versehen. Die Flecke am Flügelinnenrand und am Apex sind silbrig und erhaben. Die Hinterflügel glänzen hellgrau. Bei einigen Exemplaren aus der Türkei sind die Vorderflügel goldbraun gefärbt. Bei den äußeren Merkmalen und der Genitalarmatur der Männchen konnten aber keine Unterschiede festgestellt werden.
Bei den Männchen läuft das rechte Brachium distal sehr spitz zu. Es ist nach außen gebogen und der Apex ist geweitet und rundlich. Das linke Brachium verjüngt sich distal leicht und ist vor dem rundlichen Apex etwas gebogen. Die Valven verjüngen sich distal allmählich, sie sind aber vor dem Apex verdickt. Die rechte Valvella ist kürzer als der distale Teil des Aedeagus und leicht nach oben gebogen. Ventral ist ein großer rundlicher Lobus ausgebildet. Die linke Valvella ist kurz und streckt sich nach außen. Der distale Teil des Aedeagus verjüngt sich allmählich und ist gekrümmt.
Bei den Weibchen ist das Sterigma trogförmig. Die hintere Sklerotisierung des 7. Segments ist quadratisch, das hintere Ende ist konkav. Der Ductus bursae ist etwas kürzer als das Corpus bursae. Das Corpus bursae ist runzlig, die beiden Signa sind groß.

## Verbreitung
Vulcaniella glaseri ist in Kleinasien beheimatet.

## Biologie
Die Biologie der Art ist unbekannt. Falter wurden im Juni und August gesammelt.

## Systematik
Aus der Literatur ist das folgende Synonym bekannt:
- Stagmatophora glaseri Riedl, 1966

## Belege
1. 1 2 3 4 5 6  J. C. Koster, S. Yu. Sinev: Momphidae, Batrachedridae, Stathmopodidae, Agonoxenidae, Cosmopterigidae, Chrysopeleiidae. In: P. Huemer, O. Karsholt, L. Lyneborg (Hrsg.): Microlepidoptera of Europe. 1. Auflage. Band 5. Apollo Books, Stenstrup 2003, ISBN 87-88757-66-8, S. 159 (englisch).